# Parco della Vernavola
Il parco della Vernavola è un'area naturale protetta e oasi di protezione della fauna situata nel comune di Pavia, di cui è la più estesa zona verde. Il parco, ampio circa 35 ettari, prende il nome dalla Roggia Vernavola, un piccolo corso d'acqua lungo circa 15 km e affluente del Ticino, che attraversa il parco con numerosi meandri.
Istituito nel 1985 e riconosciuta da Regione Lombardia come zona naturalistica all'interno del Parco lombardo della Valle del Ticino, negli anni successivi il parco è stato ampliato e attrezzato con area giochi per bambini, piste ciclabili e panchine. È sede di un maneggio e della cascina Colombara, dove si possono osservare gli animali della fattoria e un piccolo museo sulla vita contadina. Nei mesi invernali (2008), nella zona tra la cascina e la roggia, è stato ricreato l'ecosistema delle marcite.

## Descrizione
Si tratta di un vasto parco cittadino attraversato in parte da un percorso botanico, caratterizzato da molte specie arboree fra le quali la betulla bianca, il ciliegio selvatico, il frassino maggiore, il melo selvatico, il nocciolo, l'olmo campestre, l'ontano nero, la farnia e vari pioppi e salici. Un ambiente naturale composito, dove, all'entrata su via Torretta, si trova anche un laghetto dove vivono germani reali, cigni reali, cigni neri e gallinelle d'acqua. Proseguendo all'interno, si raggiunge l'ontaneto, dove si possono udire o avvistare tra il folto dei rami upupe, verdoni e fringuelli. Il parco è poi popolato da una ricca fauna: fagiani, volpi, lepri, conigli selvati e, poi, più di recente, cinghiali. Il parco ha anche rilievo storico, non fu infatti teatro della famosa battaglia del 1525, che vide il re di Francia Francesco I sfidare l'imperatore Carlo V, ma perché rappresenta una parte significativa dell'antico parco Visconteo. L'attuale parco della Vernavola era infatti al centro del parco Visconteo creato da Galeazzo II intorno al 1360 e poi ampliato da Gian Galeazzo.

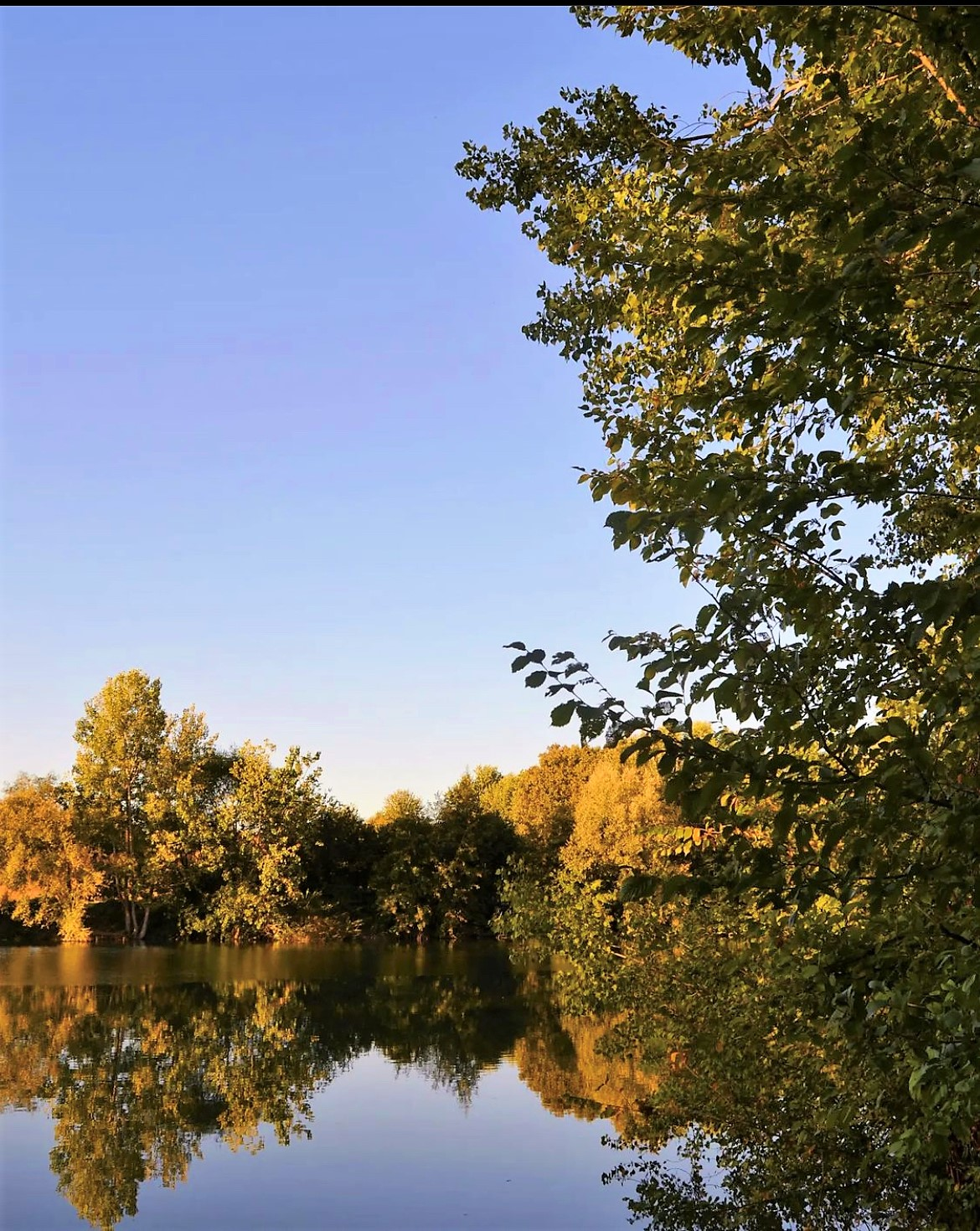
Il laghetto posto nella parte settentrionale del parco
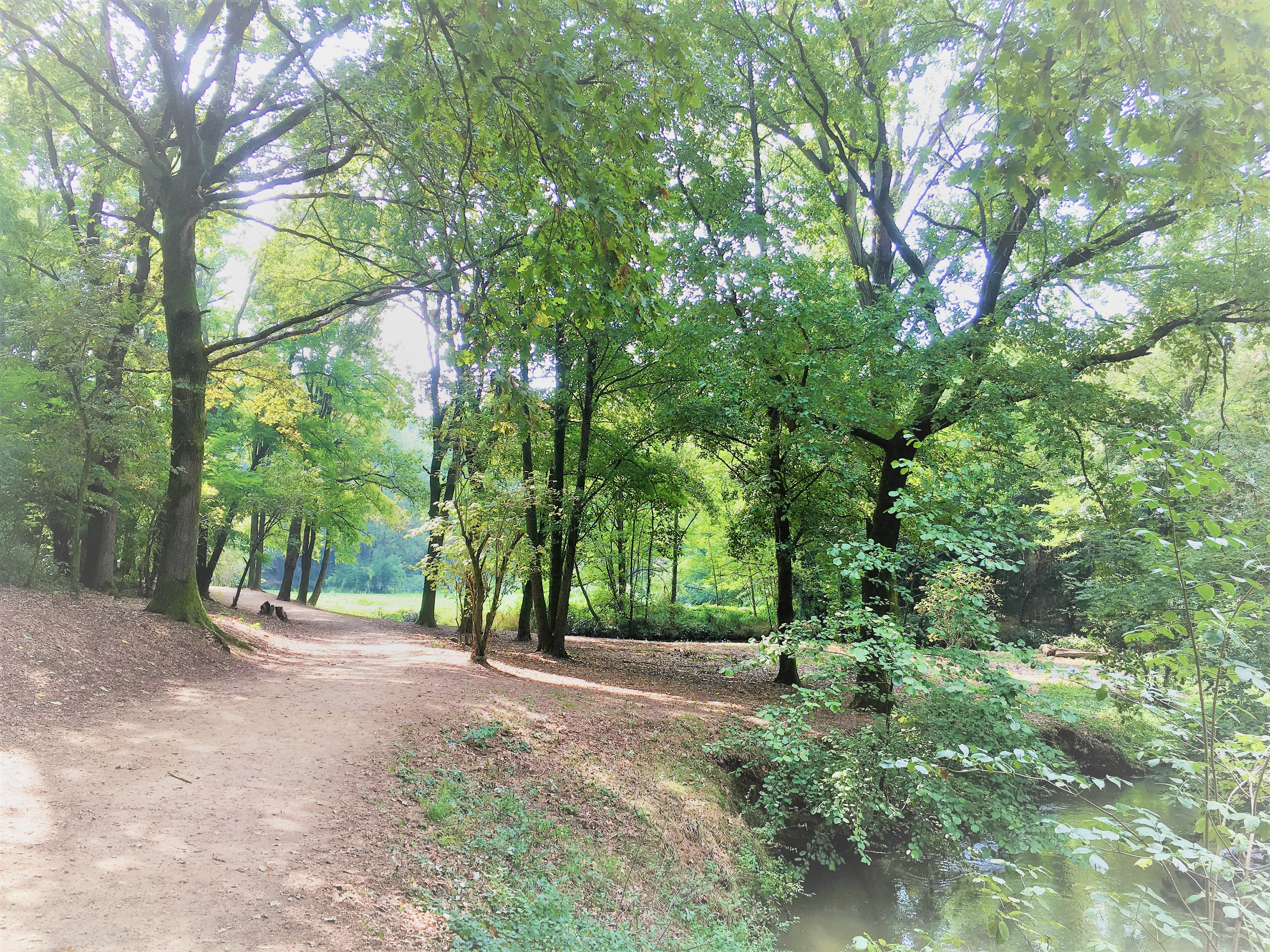
Uno dei percorsi del parco
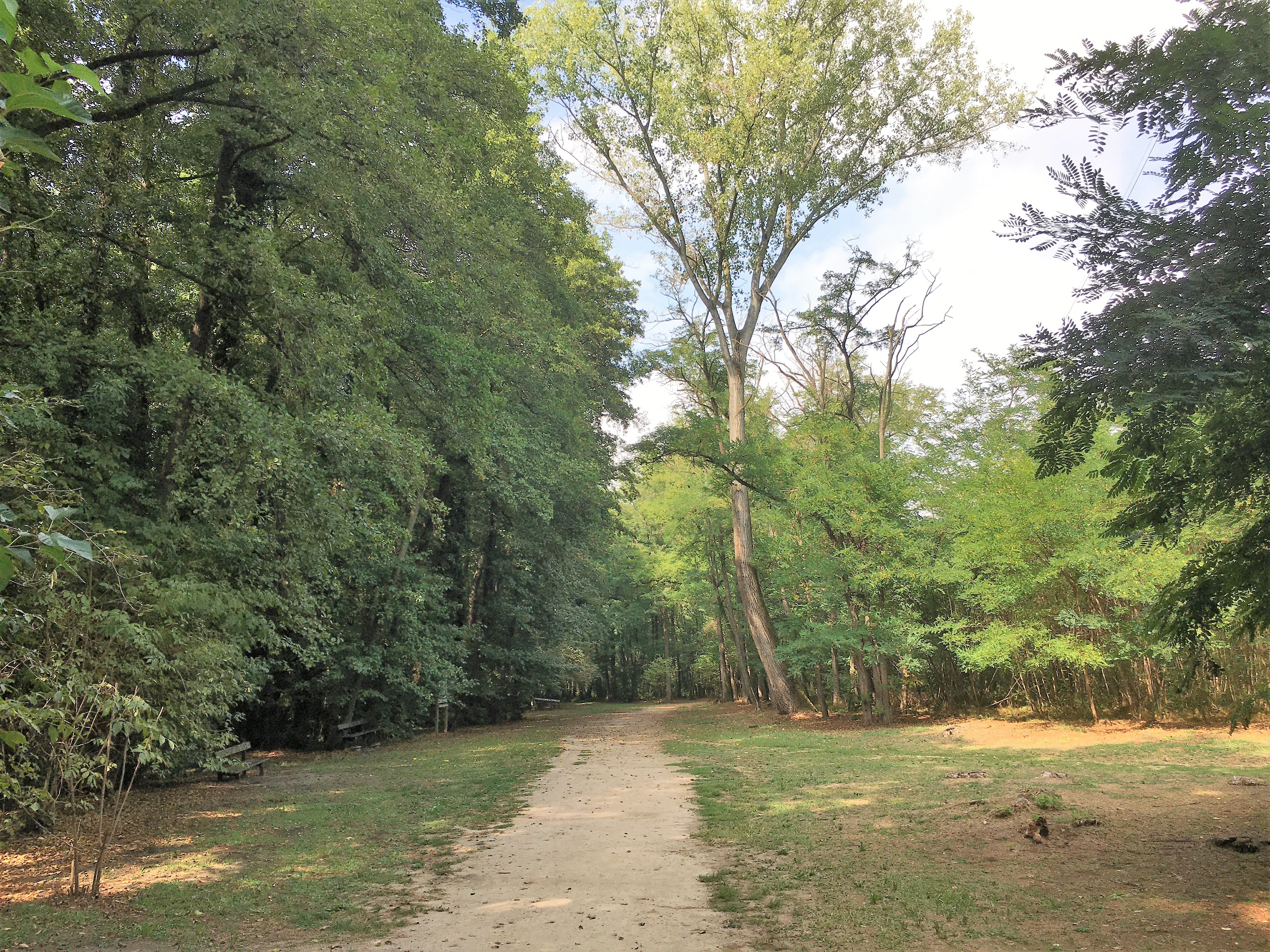
Il bosco di ontani